# Andrej Kramarić
Andrej Kramarić (uttalas: [ǎndrej krǎmaritɕ]), född 19 juni 1991 i Zagreb i Jugoslavien (nuvarande Kroatien), är en professionell kroatisk fotbollsspelare som spelar för tyska 1899 Hoffenheim. Han representerar även Kroatiens herrlandslag i fotboll.

## Meriter

### Klubblag
Dinamo Zagreb
- Prva HNL: 2009/2010, 2010/2011
- Hrvatski nogometni kup: 2010/2011
- Kroatiska supercupen: 2013

Rijeka
- Hrvatski nogometni kup: 2013/2014
- Kroatiska supercupen: 2014